# قائمة المعالم الأثرية المصنفة في ولاية أريانة
تحتوي هذه المقالة قائمة المعالم الأثرية المصنفة في ولاية أريانة وهي المعالم والأماكن التاريخية المصنفة والمحمية من قبل المعهد الوطني للتراث في ولاية أريانة في تونس. تحتوي القائمة 4 مواقع.

## القائمة
| رمز المعلم | المدينة    | المعلم                             | تاريخ التصنيف  | القرار     | صورة |
| ---------- | ---------- | ---------------------------------- | -------------- | ---------- | ---- |
| 12-1       | أبو فهر    | الصهاريج الحفصية                   | 13 مارس 1912   | القرار هنا |      |
| 12-2       | سكرة       | الجزء التحت المائي ارضي من الحنايا | 6 يناير 1901   | القرار هنا |      |
| 12-3       | سكرة       | الحنايا الرومانية                  | 6 يناير 1901   | القرار هنا |      |
| 12-4       | سيدي عبيد  | القنطرة الاندلسية                  | 16 نوفمبر 1928 | القرار هنا |      |
| 12-5       | برج البكوش | قصر برج البكوش                     | 21 يناير 2021  |            |      |

## مقالات ذات صلة
- قائمة المعالم الأثرية المصنفة في تونس
- المعهد الوطني للتراث
- ثقافة تونس
- تاريخ تونس

## روابط خارجية
- القائمة الرئيسية للمعالم التاريخية والأثرية المرتبة والمحمية للبلاد التونسية على موقع المعهد الوطني للتراث.